# Никола Лабаков
Никола Димитров Лабаков е български предприемач и търговец.

## Биография
Никола Лабаков е роден в Ресен, тогава в Османската империя. Преселва се във Варна.
Занимава се основно с търговия на железарски стоки и технически материали. Акционер в кредитно дружество „Зора“ – Варна.
Той е сред главните инициатори за построяването на Македонския дом във Варна, за който през 1939 година дарява 21 467 лв.
В Държавен архив – Варна се съхраняват фондове за „Никола Лабаков“ Акционерно дружество – Варна 167К, състоящ се от 42 архивни единици от периода 1934 – 1951 г.